# Ljudmix

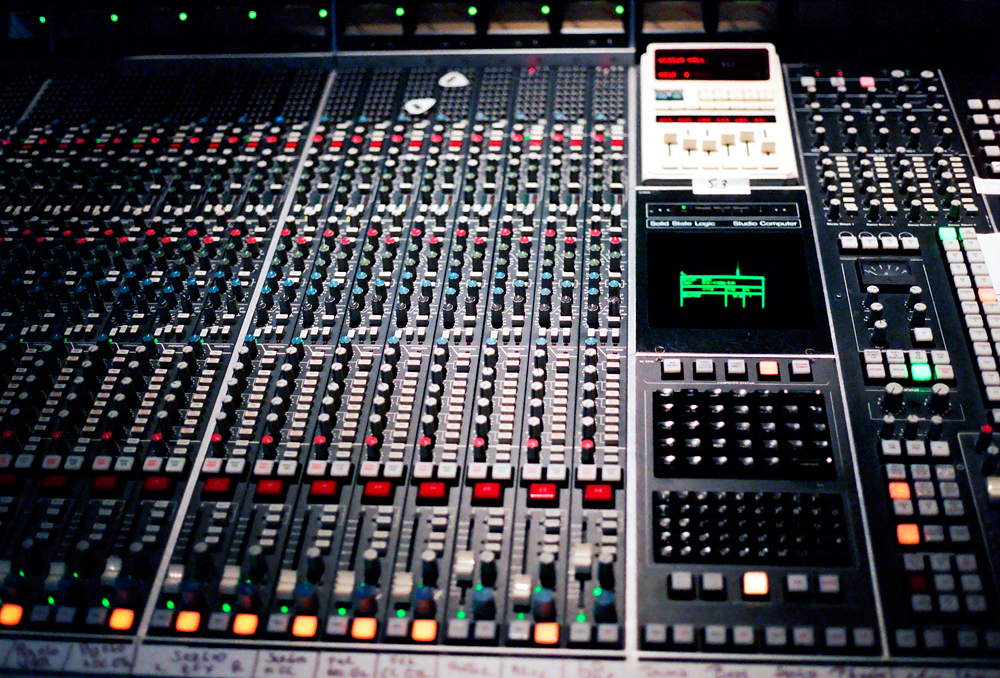
SSL Mixerbord

Ljudmix eller mixning är en procedur oftast utförd av ljudtekniker där elektroakustiskt ljud mixas ihop till en helhet, och som till slut ska komma ut ur högtalare. I studiosammanhang mixas ljud till ett inspelat medium, som musik på cd eller film på dvd, och i livebruk till publik, som en konsert eller tv.
Målet med att mixa är att ta fram det bästa ur ens inspelningar i sin DAW eller multitrack med hjälp av olika tekniker som exempelvis ställa nivåer, panorering och diverse effekter såsom reverb eller delay. Detta i sin tur utgör den väsentliga intentionen med en mix, att få varje ljud att låta bra tillsammans.
Då en ljudmix är utförd och ska användas på ett medium kommer ytterligare en procedur kallad mastering eller pre-mastering.

## Arbetssätt
Mixningsprocessen kan börjar redan innan man spelar in sitt material. Allt ifrån mickpositioner, till vad för sorts rumsklang man vill få ut av reflektioner på inspelningsplatsen. Att sträva efter att få en så bra ljudkvalité på inspelningen som möjligt kommer att underlätta för mixningen, likaså att välja musiker som passar bäst för det ändamål man har med produktionen.

### Mixningsinstrument/ utrustning
Mixningen handlar om att bestämma ljudvolymer för ljudkanaler. Bearbetningen kretsar kring ett mixerbord, eller mer vanligt idag, ett virtuellt mixerbord i digitala system. Oavsett om mixningen sker genom fysiska apparater eller virtuellt så är signalkedjorna de samma, där ljudvolymreglar bestämmer ljudkanalernas ljudvolym och ljudprocesseringseffekter processerar ljuden, antingen direkt på ljudkanalerna eller i grupperade ljudkanalgrupper. Den ljudmixande försöker, med vissa undantag, få ljudets helhet att i högtalarna låta så neutralt som möjligt.
Om man ska mixa analogt eller digitalt, det vill säga med outboards eller in the box har olika för- och nackdelar. Veteranerna i branschen som var med i uppstarten, argumenterar för användningen av analog utrustning och påstår att det "låter bättre". Medan de som växt upp i takt med den digitala utvecklingen inte helt instämmer.    

### Analogt kontra digitalt
När man arbetar analogt med outboards så görs detta genom att använda ett fysiskt mixerbord som är uppkopplat till en multitracker som endast är där för att spela in samt upp ljud. För att använda sig av effekter som EQ, kompressor, reverb så använder man sig av fysisk patchning. Detta innebär att man skicka signalen med hjälp av kablar och skickar in det i fysiska processeringsenheter sedan för att hämta tillbaka signalen till mixerbordet. När en elektrisk signal går igenom kablar samt instrument/ utrustning så utsätts signalen för elektrisk interferens (elektriska störningar). Kablar är skyddade med ett gummi eller plasthölje för att minska störningar och signalförvrängningar, men desto längre signalen skickas utanför hårdvaran ju högre blir risken för störningar. När signalen har kommit in i datorn och bearbetas i hårdvaran arbetar datorn i binära koder, där signalen inte kan ändras.
En anledning till att man inte använder outboards i många fall är att kostnaden blir högre.
Det varma soundet kommer av transistorer och vakuumrör som i sin tur ger en harmonisk distorsion. Därav initierades en utveckling av algoritmer som inte bara skulle efterlikna samma mättande känsla utan även ge chansen att själv välja hur mycket av det soundet man vill ha.

### Referensmix
Sitter man länge med en mix så börjar hjärnan vänja sig vid hur det låter och då försvinner ens objektiva lyssnande, i och med detta så börjar allting att låta bra. En vanlig metod som funkar bra vid sådana tillfällen är att man använder sig av en referensmix. Det vill säga att man har en referens som t.ex. en annan låt om det är musik man mixar. Då kan man (när man har tappat sitt objektiva lyssnande) lyssna på sin referens för att nollställa sitt sinne. Man kan även använda sig av en referens där det finns ett sorts sound som man tycker om eller som man vill efterlikna. Ett annat användningsområde där man kan använda sig av en referenslåt är när man ska trimma in PA-system. I det fallet referensmixar man för att det ska låta bra i rummet/ på platsen som möjligt. Mixningsproccessen går då ut på att få referenslåten att låta likadant eller så bra som ljudteknikern vet att den låter i andra medier.

## Verktyg
Ett annat, mer vanligt sätt att mixa ljud är att använda sig av processeringsverktygen efter att man har spelat in sina obearbetade ljudspår. I detta fall så kan man använda sig av mixning för att på varje individuellt spår försöka att antingen rädda ljudet och ta bort/ändra störningar i inspelningen. Man kan också mixa på det här sättet för att lyfta fram karaktärer i inspelningarna som man kan tycka ska ta mer plats i helheten.

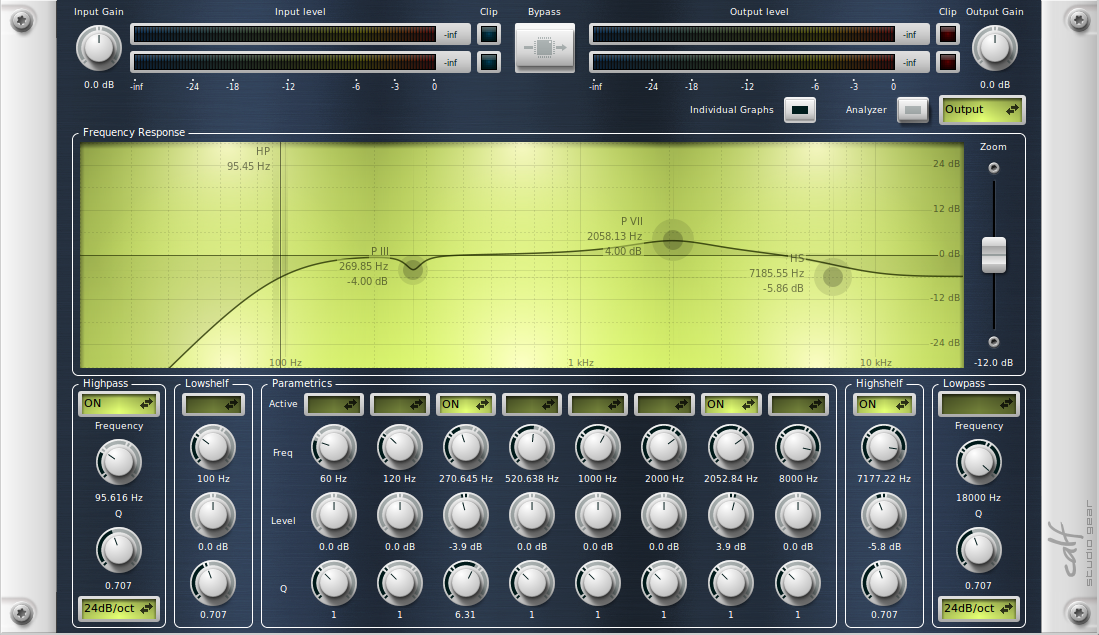
Equalizer

- Equalizer - En equalizer är ett verktyg vars syfte är att kunna höja och sänka amplituden på frekvenser i det hörbara spektrumet. En equalizer är ett av de vanligaste processeringsverktygen som används inom mixning. Den kan användas för att korrigera till exempel instrumentljud efter inspelningar. Man kan använda en equalizer för att göra plats för diverse ljud i den slutgiltiga mixen.[4]
- Kompressor - En kompressor är ett verktyg för att trycka ihop dynamiken på ett ljud. Det funkar i stort sett så att en kompressor sänker volymen på ljudet när det överstiger en satt tröskel. Med en kompressor kan man då använda den för att kontrollera dynamiken av ett ljud i själva signalkedjan när man mixar. Man kan göra så att dynamiken i ett ljud inte är för överdriven jämfört med resten av allt ljud man ska mixa ihop den med.[5]Reverb

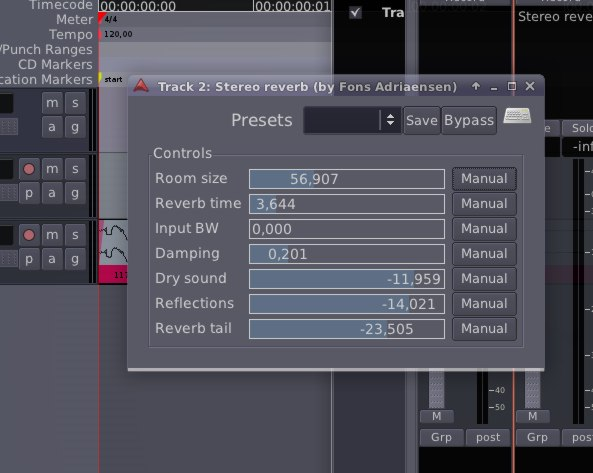
Reverb

- Panorering - Panorering är ett verktyg som finns i nästan alla DAW, virtual mixing console’s samt analoga mixerbord. Det ger en möjligheten att på ett sätt ställa ett ljuds fysiska ursprungspunkt i mixen från en stereobilds synpunkt. På så sätt kan man alltså bestämma hur långt höger eller vänster ett ljud ska höras ifrån, eller från fler håll om man t.ex. mixar för surroundljud. Man kan också använda sig av panorering för att kunna ställa en stereokanal till full mono utifall att det är vad man vill uppnå.
- Tidsbaserade effekter - Om man har en ljudmix som känns som att den är tunn eller platt så kan man lägga till en tidsbaserad effekt. Delay och Reverb är två av de vanligaste tidsbaserade effekterna man använder i nästan alla ljudmixar på något sätt. Med hjälp av sådana effekter som Delay och Reverb så kan man lägga till ekon och liknande för att kunna ge en illusion av djup och rum.[6] (Man kan också analogt göra detta fast med hjälp av själva inspelningsplatsen).
- Flanger - Flangning är när något som uppstår då man spelar upp två kopior av samma ljud samtidigt, dock med något olika hastigheter. Den effekten ger en varierande fasförskjutning gentemot varandra som resulterar i ett svepande ljud i frekvensspektrumet. Denna effekt används oftast som en gitarreffekt.[7]
- Chorus - Chorus påminner om flangning. Det är flera identiska ljudsignaler med varierande tidsförskjutningar med likaså upp- och nedgående tonhöjder som i sin tur skapar choruseffekten. Resultatet blir en illusion av att flera röster/ instrument spelas när det endast är en identisk ljudsignal som blivit multiplicerad och bearbetad enligt chorusmallen. Flanger och chorus påminner om varandra i sin uppbyggnad, men flanger använder endast en identisk ljudsignal till skillnad från chorus som använder sig av flera identiska ljudvågor.[7]

## Ändamål

### Studiomixning
I en studio- eller musikproduktion så handlar det mest om att få musiken att låta bra på alla ljudenheter, så att alla ljud man har med i produktionen ska höras. Målet med en sådan produktion är att få till ett bra ljud. Effekterna överlag ska samspela med varandra. I frekvensspektrat ska det vara jämnt så att inte något sticker ut för mycket eller att något försvinner. Det tillkommer ibland att man gör speciella mixar för specifika syften, såsom radiomixar samt tv-mixar.

### Surroundmixning
När man gör surroundmixar så fungerar upplägget till stor del likadant, den största skillnaden är att man fokuserar mer på panorering. Till skillnad från det mest vanliga upplägget där ljud spelas upp i stereo så jobbar man i surround för att uppnå en slutprodukt som kan spelas upp i flera monitorer runtom. Denna sorts mix har en större efterfråga när det handlar om biografer eller människor som har hemmabio-system.

### Liveljudsmixning
Man kan mixa på flertal olika sätt och i olika stadier av själva ljudskapandet. Man kan påbörja mixningen så tidigt som när man spelar in ljudet, i detta fall handlar det om så kallad livemixning. När man livemixar ljud så händer processeringen redan innan själva inspelningen. När man gör på det sättet så tar man bort möjligheten att i efterhand kunna gå tillbaka och ändra inställningar i de processeringsverktyg man använt eftersom de är inspelade i den råa Ljudsignalen. Detta sätt av att mixa är mer vanlig i samband med livesändningar inom t.ex. TV eller radio.